# Varize
Varize ist eine französische Gemeinde mit 189 Einwohnern (Stand: 1. Januar 2022) im Département Eure-et-Loir in der Region Centre-Val de Loire. Sie gehört zum Arrondissement Châteaudun und ist Mitglied im Gemeindeverband Communauté de communes Cœur de Beauce. Die Einwohner werden Varizois und Varizoises genannt.

## Geographie
Varize liegt etwa 28 Kilometer nordwestlich von Orléans. Umgeben wird Varize von Nachbargemeinden Nottonville im Norden, Bazoches-en-Dunois im Osten und Nordosten, Péronville im Südosten, Villampuy im Süden sowie Civry im Westen.

## Bevölkerungsentwicklung
| Jahr                       | 1962 | 1968 | 1975 | 1982 | 1990 | 1999 | 2006 | 2013 | 2018 |
| Einwohner                  | 284  | 222  | 189  | 176  | 180  | 167  | 200  | 205  | 195  |
| Quellen: Cassini und INSEE |      |      |      |      |      |      |      |      |      |

## Sehenswürdigkeiten
- Kirche Saint-Pierre-et-Saint-Paul, seit 1952 Monument historique
- Dolmen de la Pierre Couverte